# Časovnica za dan terorističnih napadov 11. septembra 2001
Teroristični napadi 11. septembra 2001 so poleg edinstvenega terorističnega dejanja predstavljali tudi medijski dogodek, kakršnega še ni bilo od pojava civilnih globalnih satelitskih povezav. Takojšnji svetovni odziv in razpravo so omogočile 24-urne televizijske novice in internet. Posledično je bil večina spodaj navedenih dogodkov poznanih velikemu delu svetovnega prebivalstva, ko so se zgodili.
Vsi navedeni časi so v vzhodnem poletnem času (EDT) ali UTC -04:00.

## Dogodki po času
- 5:01 - Ziad Jarrah pokliče Marwana al-Shehhia o pripravljenosti na napade.

- 5:33 - Mohamed Atta in Abdulaziz al-Omari zapustita hotel Comfort Inn v južnem Portlandu (Maine) in se v modrem avtu Nissan Altima odpravita na mednarodno letališče Portland.

- 6:00 - Atta in Al-Omari odideta na letalo 5930 Colgan Air za let v Boston.

- 6:45 - Oba ugrabitelja prispeta na bostonsko mednarodno letališče generala Edward Lawrence Logan.

- 6:52: Marwan al-Shehhi pokliče Mohameda Atto, da potrdi začetek operacij.
- 7:00 - Atta, al-ʿOmari, Satam al-Suqami, Wali al-Shehri in Waleed al-Shehri se vkrcajo na Let 11 American Airlines. V času projekcije so izbrani al-Suqami in dva brata al-Shehri za natančnejši pregled ročne prtljage, ki ga opravijo brez težav.

- 7:10 - Marwan al-Shehhi, Fayez Banihammad, Mohand al-Shehri, Hamza al-Ghamdi in Ahmed al-Ghamdi se vkrcajo na Let 175 United Airlines na drugem terminalu na istem letališču. Nobeden od njih ni izbran za dodatne varnostne preglede.

- 7:16 - Hani Hanjour, Khalid al-Mihdhar, Majed Moqed, Nawaf al-Hazmi in Salem al-Hazmi začnejo postopke vkrcanja na Let 77 American Airlines. Prva prispeta al-Midhar in Moqed, druga dva pa približno dvajset minut kasneje. V času pregledov so Hanjour, al-Mihdhar in Moqed izbrani za temeljitejši pregled ročne prtljage, ki ga opravijo brez težav.

- 7:30 - Ziad Jarrah, Ahmed al-Nami, Saeed al-Ghamdi in Ahmed al-Haznawi se vkrcajo na Let 93 United Airlines. al-Haznawi je izbran za temeljitejši pregled ročne prtljage, ki ga opravi brez težav.
- 7:59 - Let 11 American Airlines vzleti iz letališča Boston's Logan, z 92 ljudmi na krovu, s ciljem v Los Angelesu. Na krovu je 5 ugrabiteljev.
- 8:13 - American 11 se odzove na zadnje sporočilo po navodilih letališča Boston's Logan.
- 8:14 - Let 175 United Airlines vzleti iz letališča Boston's Logan, z 56 ljudmi na krovu, s ciljem v Los Angelesu. Na krovu je 5 ugrabiteljev.

- 8:14 - American 11 je ugrabljen.

- 8:16 - American 11 spremeni smer ter se preusmeri na jug.

- 8:19: Betty Ong, stevardesa letala American 11, pokliče družbo American Airlines, da obvesti podjetje o ugrabitvi. Nevladna organizacija trdi, da so bili zabodeni potnik poslovnega razreda (Daniel Lewin) in dve stevardesi (Karen Martin in Barbara Arestegui) in daje prve navedbe na sedežih ugrabiteljev (ki omogočajo povzetek identifikacije oseb).

- 8:20 - Let 77 American Airlines vzleti iz letališča Washington Dulles, z 58 ljudi na krovu, s ciljem v Los Angelesu. Na krovu je 5 ugrabiteljev.

- 8:21 - Kontrolni radio na letalu American 11 je izklopljen, s tem pa kontrolerji ne vedo kje se nahaja letalo.

- 8:24 - Bostonski center prejme poročilo iz letala American 11 moškega (Mohammeda Atte), ki pravi: "Imamo nekaj letal. Bodite tiho pa bo vse v redu, vrnili se bomo na letališče." Attove izjave upravljavci ne razumejo. Okrog 20 sekund pozneje pride do druge komunikacije: "Nihče naj se ne premakne, vse bo v redu. Če boste kaj reagirali boste ogrozili sebe in letalo. Samo tiho ostani!"

- 8:25 - Stevardesa letala American 11 Amy Sweeney preko enega od vgrajenih telefonov stopi v stik z vodjo družbe American Airlines Michaelom Woodwardom. Sweeneyjevo pričevanje omogoča identifikacijo treh ugrabiteljev: al-Omari, Atta in al-Suqami.

- 8:28: Bostonski center FAA obvesti center FAA v Herndonu v Virginiji, da je bil American 11 ugrabljen in se po velikem zavoju proti jugu odpravlja proti New Yorku.

- 8:32: Center Herndon poroča sedežu FAA v Washingtonu, da je bilo ugrabljeno letalo American 11. S sedeža odgovarjajo, da se tega že zavedajo.

- 8:33 - Z letala American 11 pride novo poročilo od Atte: "Nihče naj se ne premika, vračamo se na letališče. Ne delajte nobenih neumnih potez." Medtem pa Craig Marquis (iz operacijskega sistema American Airlines Systems Operations Control) nadzornik Nydia Gonzalez seznani z dogajanjem na letalu. Varnostni postopek se aktivira, da se zagotovi zaupnost podatkov.

- 8:37 - Bostonski center FAA opozarja kontrolorje severovzhodnega sektorja zračne obrambe (NEADS, NORAD) na ugrabitev letala American 11 in prosi vojaško pomoč za prestrezanje letala. Dejansko vzletno naročilo pa prihajala počasi.

- 8:40 - V letalskih oporiščih Otis (Massachusetts) se pripravljata dva letala F-15 ameriških letalskih sil z ukazi za prestrezanje ugrabljenega letala. Hkrati American 11 vstopi v zračni prostor New Yorka. Center FAA v New Yorku se seznani s situacijo.

- 8:41 - Craig Marquis je obveščen, da je bil American 11 videti na primarnih radarjih in da je na poti proti mednarodnemu letališču John F. Kennedy v New Yorku in izgublja višino.

- 8:41 - United 175 se odzove na zadnje sporočilo navodilih letališča Boston's Logan in pove informacijo o letalu American 11: "Ko smo zapustili Boston, smo slišali sumljiv prenos. Nekdo ... izgledalo je, kot da je nekdo vzel mikrofon in vsem rekel, naj ostanejo na svojih sedežih."

- 8:42 - United 175 je ugrabljen.

- 8:42 - Let 93 United Airlines vzleti iz letališča Newark, z 37 ljudmi na krovu, s ciljem v San Franciscu. Na krovu so 4 ugrabitelji.

- 8:44 - American 11 se začne spuščati nad New Yorkom.

- 8:45 - Dva F-15 iz baze Otis vzletita z nalogo ujeti American 11. Ko pa je letalski transponder izklopljen, se pilotom naroči, naj gredo na območje neba v bližini Long Islanda in počakajo na nadaljnja navodila. NEADS poskuša znova vzpostaviti radarski stik z ugrabljenim letalom.

- 8:45 - United 175 spremeni smer ter se preusmeri na jugo-vzhod.

- 8:46 - American 11 s hitrostjo 790 km/h trči v severno fasado Severnega stolpa World Trade Centra v New Yorku, med 93. in 99. nadstropjem. Očividci sprva mislijo, da gre za nesrečo. Trk letala točno posnameta samo Jules in Gédéon Naudet, dva francoska režiserja, ki sta takrat snemala dokumentarec o newyorških gasilcih, in Pavel Hlava, češki snemalec; trk je viden tudi na fotografijah, posnetih z internetne umetniške razstave nemškega umetnika Wolfganga Staehleja, ki prikazuje poglede na središče Manhattna, ki se posodabljajo vsake štiri sekunde.

- 8:47 - Kontrolerji letališča Boston's Logan ugotovijo, da nekaj na letalu United 175 ni v redu.

- 8:48 - Varnostna služba Severnega stolpa odredi popolno evakuacijo nebotičnika. Gasilci, policija in prva reševalna vozila začnejo hiteti na prizorišče.

- 8:49 - Radio, televizija in drugi mediji začnejo pošiljati prve novice o morebitni eksploziji ali verjetni letalski nesreči v WTC-ju.

- 8:50 - American 77 sprejme zadnje sporočilo navodilih od kontrolerjev iz letališča Washington Dulles.

- 8:51 - Center FAA v New Yorku opaža, da se je koda, ki jo je poslalo letalo United 175 spremenila.  Center pove letalu pravilno kodo, vendar ne dobi odgovora. Center večkrat poskuša vzpostaviti stik z letalom vendar neuspešno in nato sumi, da je ugrabljen. Nato sporoči drugim letalom v zraku, da se držijo stran od poti letala United 175, ki je zavija v smeri New Yorka. Približno v tem času segajo različni telefonski klici potnikov, ki svoje sorodnike opozarjajo na ugrabitev.

- 8:51 - American 77 je ugrabljen.
- 8:52 - Newyorški policisti sporočijo, da je Južni stolp varen in da se lahko ljudje vrnejo na delo v pisarne. Nekateri opozorila ne slišijo, drugi ga namenoma ne upoštevajo in evakuirajo stavbo. Spet drugi se zbirajo v skupnih prostorih, na primer v 78. nadstropju.

- 8:53 - United 175 se izogne morebitnemu trku v zraku z letalom Delto. Kontrolorji povejo bližnjim letalom: "Izogibajte se mu. Imamo letalo za katerega ne vemo kaj počne."

- 8:54 - American 77 spremeni smer ter se preusmeri na vzhod, nazaj proti Washingtonu (tarča v bližnjem Arlingtonu).

- 8:55 - Ameriški predsednik George W. Bush vstopi v učilnico na osnovni šoli Emma E. Booker v Sarasoti na Floridi. Obisk je del programa Busheve uprave za promocijo izobraževanja in politike na tem področju. Karl Rove, njegov uslužbenec, ga obvesti o strmoglavljenje majhnega letala v severni stolp WTC-ja. Svetovalka za nacionalno varnost Condoleezza Rice govori o komercialnem letalu. Zaradi razdrobljenih novic Bush in njegovo osebje podcenjujejo incident in se odločijo nadaljevati z dogovorjenim urnikom.

- 8:56 - Radio na letalu American 77 je izklopljen, kontrolorji pa izgubijo stik z letalom.

- 8:59 - United 175 vstopi v zračni prostor New Yorka.

- 9:00 - Operacijski centri United Airlines in American Airlines so obveščeni o ugrabitvi letala United 175 in izgubi stika z letom American 77.

- 9:01 - United 175 se začne spuščati nad New Yorkom.

- 9:02 - Center FAA v New Yorku opazi United 175. Sprva kontrolorji pomislijo na letalo v stiski, ki poskuša pristati na enem od manjših letališč. Nekaj trenutkov kasneje ugotovijo, da namerava letalo nekje strmoglaviti. Alarm je zdaj razširjen: kliče se med centrom FAA v Bostonu, New Yorkom in NEADS.  Menadžer iz centra FAA v New Yorku od centra FAA v Herndonu zahteva vojaško udeležbo pri reševanju situacije.

- 9:03 - United 175 s hitrostjo 880 km/h trči v južni fasado Južnega stolpa World Trade Centra v New Yorku, med 78. in 85. nadstropjem. Trk posnamejo številne kamere, ki ga v živo predvajajo milijonom ljudi po svetu. Novinarji pri tem rečejo: "Še eno letalo je trčilo v drugi stolp Svetovnega trgovinskega centra". Začne se množična evakuacija ljudi pod stolpi in evakuacija Južnega stolpa.

- 9:05 - FAA odredi ATC Zero, ki pomeni absolutno prepoved pristajanja in vzletavanja, na območjih New Yorka, Bostona, Clevelanda in Washingtona (v praksi celotno območje Nove Anglije).

- 9:06 - Andrew Card, pristopi k predsedniku Bushu in mu na uho zašepeta: "Drugo letalo je zadelo Svetovni trgovinski center. Amerika je pod napadom". Prizor posname več kamer, prisotnih v šoli za dokumentiranje predsedniškega obiska. Bush nekaj minut še naprej posluša učence šole, se pretvarja, da se ni nič zgodilo, in namerno ignorira prošnje tajnih služb, naj takoj zapustijo stavbo.

- 9:07 - Izda se ukaz vsem letalom za zaklepanje vrat pilotske kabine. Center FAA v Herndonu pa se odloči, da bo sledil zapletenemu običajnemu postopku in ne takoj izdal naročila posameznim podjetjem.

- 9:10 - Tako American Airlines kot United Airlines se odločita ustaviti vzletne postopke za vsa svoja letala po vsej Ameriki.

- 9:12 - Po prvem neuspešnem poskusu stevardesa letala American 77 Renee May uspe stopiti v stik z njeno mamo Nancy in jo opozoriti na ugrabitev. Takoj se obrne na podjetje American Airlines.

- 9:13 - Dva F-15, ki čakata na Long Islandu, končno pridobita dovoljenje za vzlet v nebo nad Manhattnom za zaščito mesta New York.

- 9:15 - Predsednik Bush se osami z osebjem v zasebni sobi v šoli, v kateri je, in vzpostavi stik s podpredsednikom Dickom Cheneyjem, svetovalko za nacionalno varnost Condoleezzo Rice, županom New Yorka Georgeom Patakijem in direktorjem FBI Robertom Muellerjem. Na drugo nesrečo je opozorjen tudi direktor Cie George Tenet, katerega prva reakcija je: "Za vsem tem stoji bin Laden. Moram iti."

- 9:19 - Center FAA v Bostonu pošlje Delti 1989 ukaz, naj onemogoči dostop do pilotske kabine, saj se boji, da bi lahko tudi to letalo ugrabili. Nato je letalo prisiljeno pristati v Clevelandu in podvrženo posebnim varnostnim pregledom, ki dajo negativne rezultate.

- 9:20 - Barbara Olson, potnica na letalu American 77 in žena generalnega državnega tožilca Teda Olsona, pokliče svojega moža in ga opozori na ugrabitev. Tožilec takoj obvesti pravosodno ministrstvo o tem, kaj se dogaja. Hkrati CNN napoveduje, da FBI preiskuje primer in prvi razkriva, da so letala "verjetno ugrabili".

- 9:21 - Center FAA v Indianapolisu končno izve, da sta bili ugrabljeni vsaj dve letali (American 11 in United 175), ki sta verjetno prav tista, ki sta trčila v stolpa WTC-ja in da je bil morda ugrabljen tudi American 77. Hkrati center FAA v Bostonu vzpostavi stik z NEADS.

- 9:23 - United 93 prejme obvestilo družbe United Airlines: "Pazite na vdore v pilotsko kabino. Dve letali sta zadeli Svetovni trgovinski center."

- 9:24 - Dve letali F-16 vzletita iz letalske baze Langley (Virginija) z ukazom, da bosta nadzorovala območje Baltimora in ulovila ugrabljeni American 77.

- 9:25 - Center FAA v Herndonu odredi zaustavitev na kopnem, kar je popolna prepoved vzleta za vsa letala po celotnem državnem ozemlju. Vendar pa lahko letala, ki še vedno letijo, še naprej sledijo svojemu urniku kot običajno.

- 9:27 - United 93 prejme zadnje sporočilo kontrolerjev letališča Newark.

- 9:28 - United 93 je ugrabljen. Po radiju se iz pilotske kabine zasliši krik: "Presneto! Poberite se od tu! Poberite se od tu!"

- 9:29 - Na gasilca Daniela Thomasa Suhra pade oprema enega od poslovnežev iz stolpov, ki se vrže čez okno in se ubije. Več ljudi se v tem času v obupu, da bi ubežala ognju in dimu, se vrže čez okna iz stolpov. Zaradi prevelikega dima, ki preprečuje pristanek reševalnih helikopterjev na strehi obeh stolpov, ni pripravljena nobena oblika reševanja s helikopterjem.

- 9:30 - Svetovalec za boj proti terorizmu Richard Clarke odredi takojšnjo zaprtje vseh veleposlaništev ZDA po vsem svetu, dvig stopnje pripravljenosti v vseh vojaških oporiščih v Combat Threatconu in takojšen vstop predsednika Busha na letalo Air Force One. Istočasno ima predsednik kratek tisk v šoli Booker pred približno 200 ljudmi, vključno z učitelji in učenci. Izjavlja, da se bo takoj vrnil v Washington, ker se "dogaja nacionalna tragedija", in prosi za minuto molka.

- 9:32 - Kontrolorji letališča iz radia na letalu United 93 zaslišijo zvok (Ziada Jarraha):" Gospe in gospodje tukaj kapitan. Ostanite na svojih sedežih. Na krovu je bomba zato prosim sedite!"

- 9:33 - Nadzornik letališča Washington Dulles opozarja Belo hišo: "Letalo leti proti vam in nikakor ne moremo vzpostaviti stika z njim." kar se nanaša na American 77.

- 9:34 - American 77 se začne spuščati nad Arlingtonom.

- 9:35 - Odrejena je takojšnja evakuacija nacionalnega letališča in kongresa Ronald Reagan Washington.  Hkrati Bush zapusti šolo Emme E. Booker v Sarasoti in se odpravi na letališče.8:55 - Ameriški predsednik George W. Bush vstopi v učilnico na osnovni šoli Emma E. Booker v Sarasoti na Floridi. Obisk je del programa Busheve uprave za promocijo izobraževanja in politike na tem področju. Karl Rove, njegov uslužbenec, ga obvesti o strmoglavljenje majhnega letala v severni stolp WTC-ja. Svetovalka za nacionalno varnost Condoleezza Rice govori o komercialnem letalu. Zaradi razdrobljenih novic Bush in njegovo osebje podcenjujejo incident in se odločijo nadaljevati z dogovorjenim urnikom.

- 9:36 - United 93 spremeni smer in se preusmeri na jugo-vzhod.

- 9:37 - American 77 s hitrostjo 755 km/h trči v Pentagon v Arlingtonu blizu Washingtona, med 1. in 3. nadstropjem.

- 9:39 - Z letala United 93 je slišano novo obvestilo s strani Jarraha, ki reče: "Gospe in gospodje, prosim da ostanete vsak na svojih sedežih. Na krovu je bomba in vračamo se na letališče. Prosim brez panike!"

- 9:42 - Operativni direktor FAA Ben Sliney po novici trga letala American 77 v Pentagon in ugrabitvi letala United 93 ukaže zapreti veš zračni prostor nad ZDA ter s tem prepoved vseh vzletov ali preletov. Letala, ki so bila zjutraj na poti 4.500 km, so prisiljena pristati na najbližjem letališču. Kanada je tudi obveščena, da zapre svoj zračni prostor.

- 9:42 - Posneta je slika padajočega človeka iz stolpov WTC-ja.

- 9:45 - Zračni prostor ZDA je zaprt. Kanada prvič v svoji zgodovini zapre svoj zračni prostor. Bela Hiša v Washingtonu je evakuirana.

- 9:46 - Potniki na letalu United 93 od klicev svojcev ugotovijo, da sta dve letali trčili v WTC in eno v Pentagon in da je zato zaprt zračni promet, hkrati pa razumejo, da njihovo letalo ne bo pristalo na letališču, ampak, da bo nekje strmoglavilo (v hišo ameriškega kongresa).

- 9:48 - Potniki ugotovijo, da je United 93 ugrabljen in se zato odločijo, da odvzamejo ugrabiteljem nadzor nad letalom.

- 9:49 - Nad Manhattnom ljudje opazijo dve vojaški letali.

- 9:50 - Potniki na letalu United 93 začnejo s pripravami za napad na pilotsko kabino.

- 9:53 - CNN potrjuje novico o trku letala v Pentagon.

- 9:55 - Dopisnik CNN Osamo bin Ladna imenuje kot nekoga, ki namerava udariti po ZDA.

- 9:57 - Potniki na letalu United 93 začnejo z napadom na pilotsko kabino. Potnik Todd Berner reče: "Ste pripravljeni fantje? Pa začnimo!"
- 9:58 - Dale Watson, vodja oddelka za boj proti terorizmu FBI, stopi v stik s svetovalcem za boj proti terorizmu Richardom Clarkom in ga opozori, da so nekatera imena na seznamih potnikov ugrabljenih letal povezana z islamsko teroristično skupino Al Kaido.

- 9:59 - Južni stolp WTC-ja se zruši, 56 minut potem, ko ga je zadel United 175. Zrušitev stolpa posnamejo številne kamere in predavajajo v živo milijonom ljudi po svetu. Veliko ljudi v okolici prizadene močan oblak gradbenega prahu in dim.

- 10:03 - United 93 s hitrostjo 990 km/h strmoglavi na polje v Shankshville v Pensilvaniji. Glede na poročila črne skrinjice so se ugrabitelji po uporu potnikov sami določil strmoglaviti letalo. Tarča letala je bila hiša ameriškega kongresa v Washingtonu.

- 10:05 - C-130 ameriške vojske ZDA opazi velik črn dim, ki se dviga s podeželja Shanksville, približno 27 kilometrov stran. Podpolkovnik O'Brian takoj obvesti center FAA v Clevelandu, ki v odgovor opozori pilota, da je na tem območju z radarja izginilo letalo. V tem času je tudi obveščeno, da je v napadih vpleten Osama bin Laden.

- 10:10 - Gasilci v Pentagonu ukažejo evakuacijo ljudi iz stavbe, saj opazijo, da se poškodovani del stavbe ruši.

- 10:18 - Nad Washingtonom prileti nekaj vojaških letal, da branijo mesto pred prihodi karkršnimi koli letali.

- 10:20 - Bela Hiša je obveščena, da je United 93 strmoglavil v Shankshville.

- 10:22 - Različni zvezni uradi v Washingtonu in sedež Svetovne banke so evakuirani.

- 10:28 - Severni stolp WTC-ja se zruši, 1 uro in 42 minut potem, ko ga je zadel American 11. Množico ljudi znova prizadene velik gradbeni oblak in prah. V zrušitvi umre tudi 343 gasilcev in 71 policistov. Zrušitev posnamejo številne kamere, ki predvajajo v živo milijon ljudi po svetu. Hotel Marriott, ki se nahajana dnu dveh stolpov, je popolnoma uničen.

- 10:30 - Prispejo nova opozorila drugih ugrabljenih letal, ki se približujejo Washingtonu, kar se kasneje izkaže za neutemeljeno. Policija je opozorjena na možno avtomobilsko bombo zunaj State Departmenta, tudi v Washingtonu. Tudi ta alarm se izkaže za neutemeljenega. Hkrati se Air Force One s predsednikom Bushom na krovu odpravi v letalsko bazo Barksdale blizu Shreveporta (Louisiana).

- 10:40 - Zasebni pilot na krovu majhne Cessne prileti nad območjem trka letala United 93 in posname nekaj fotografij. Policijski helikopter ga takoj odstrani in prisili, da pristane v Johnstownu v Pensilvaniji. Hkrati državni sekretar Colin Powell odleti iz Lime (Peru), kjer je bil na diplomatski misiji, da se takoj vrne v ZDA. Medtem CNN objavlja, da se je začel načrt množične evakuacije za mesta Washington in New York. Nekaj minut kasneje župan New Yorka Rudolph Giuliani odredi popolno evakuacijo južnega Manhattna.

- 10:50 - Pet drugih nadstropij Pentagona se zaradi požara zrušijo.

- 11:00 - Kanada potrjuje prepoved vzleta za vsa letala, z izjemo vojaških in humanitarnih letov.

- 11:45 - Air Force One pristane v bazi Barksdale za dolivanje goriva. Predsednik Bush zabeleži kratko sporočilo, v katerem piše, da "terorizem na ameriških tleh ne bo ostal nekaznovan", da so "danes svobodo sami napadli brezlični strahopetci in da bo svoboda zavarovana" ter da bodo "ZDA našle in bodo te kaznovale" odgovoren za ta strahopetna dejanja ". Tajne službe vztrajajo, da se ustavijo na drugi letalski bazi, v Offuttu, v Nebraski.

- 11:55 - Na meji med ZDA in Mehiko je razglašeno stanje najvišje pripravljenosti. Določba pa ne predvideva zaprtja same meje.

- 12:04 - Mednarodno letališče Los Angeles je preventivno evakuirano in zaprto. To je bil tudi cilj letal American 11, United 175 in American 77.

- 12:15 - Preventivno je evakuirano in zaprto tudi mednarodno letališče San Francisco. To je bil tudi cilj letala United 93.

- 13:04 - Predsednik Bush razglasi stanje najvišje pripravljenosti za vse ameriške vojaške baze doma in v tujini. Nekaj minut kasneje vzleti iz baze Barksdale in se odpravi proti bazi Offutt.

- 13:27 - Župan Washingtona Anthony A. Williams razglasi izredne razmere. Na prizorišče prispe nacionalna garda.

- 13:44 - Letalski nosilci USS Washington in USS Kennedy skupaj s petimi raketnimi enotami zapustijo pristanišče Norfolk, katerih namen je zaščititi mesta vzhodne obale ZDA.

- 14.30 - Senator John McCain v zvezi z napadi jasno govori o "vojnem dejanju".

- 14:49 - Na tiskovni konferenci župan Giuliani izjavi, da je žrtev zrušitve stolov WTC-ja veliko več, kot kdor koli od nas lahko prenese".

- 14:50 - Predsedniško letalo pristane v bazi Offutt.

- 16:00 - Vsi večji izdajatelji televizijskih programov poročajo, da višji obveščevalni častniki menijo, da je Osama bin Laden prvi in največji osumljenec napadov.

- 16:25 - Newyorška borza, NASDAQ in Ameriška borza objavita, da bo trgovanje zaprto do vključno 12. septembra.

- 17:21 - Zaradi posledice zrušitve stolpov WTC-ja v New Yorku se poruši še stavba WTC 7. Stavba je bila že ure prej evakuirana zaradi požarov, ki jih je utrpela pri zrušitvi stolpov, zato zrušitev stavbe 7 ni povzročila nobenih novih žrtev.

- 18:00 - CNN in BBC poročata o eksplozijah v Kabulu. Kasneje je ugotovljeno, da so eksplozije posledica napada severnega zavezništva na letališče afganistanske prestolnice. Hkrati iraška državna televizija opredeljuje napade kot rezultat "zločinov proti človeštvu, ki so jih zagrešile ZDA".

- 18:54 - Predsednik Bush se vrne v belo hišo.

- 19:00 - Še naprej se poskuša najti in rešiti vse preživele iz ruševin obeh stolpov. Na območju čaka več reševalnih vozil, ki čakajo na poškodovane, medtem ko stotine gasilcev, policistov in prostovoljcev nadaljuje z operacijami. Prve fotografije potencialnih žrtev napada se že pojavljajo po vsem New Yorku.

- 19:30 - Ameriška vlada zanika kakršno koli odgovornost za eksplozije v Kabulu.

- 20:30 - Predsednik Bush se pojavi na nacionalni televiziji za sporočilo ameriškemu narodu iz Bele hiše. Medtem ko Bush govori, nekateri člani kongresa poročajo za CNN, da so nekateri visoki uradniki na zasebnih sestankih, ki so jih imeli popoldne, dejali, da imajo dovolj dokazov, da so napadi delo Osame bin Ladna in njegove teroristične skupine Al Kaida.

- 21:00 - Predsednik Bush se najprej sestane s Svetom za nacionalno varnost in po približno uri in pol majhno skupino ključnih svetovalcev. Zdaj je jasno, da za napadom stoji bin Laden. Direktor Cie Tenet pravi, da sta al-Kaida in talibani v Afganistanu "v bistvu enaki". Bush odgovori: "Povejte talibanom, da se bodo z nami sprijaznili."

- 21:22 - Nekateri poročevalci poročajo, da gasilci še niso uspeli dokončno pogasiti požarov v Pentagon.

- 22:00 - Govorice o telefonskih klicih preživelih so še vedno pod ruševinami dveh stolpov. Govorice se kasneje izkažejo za neutemeljene.

- 23:30 - Preden odide spat, predsednik Bush zapiše v svoj dnevnik: "Danes se je zgodil Pearl Harbour 21. stoletja ... Mislimo, da je to Osama bin Laden."